# Litteris et Artibus

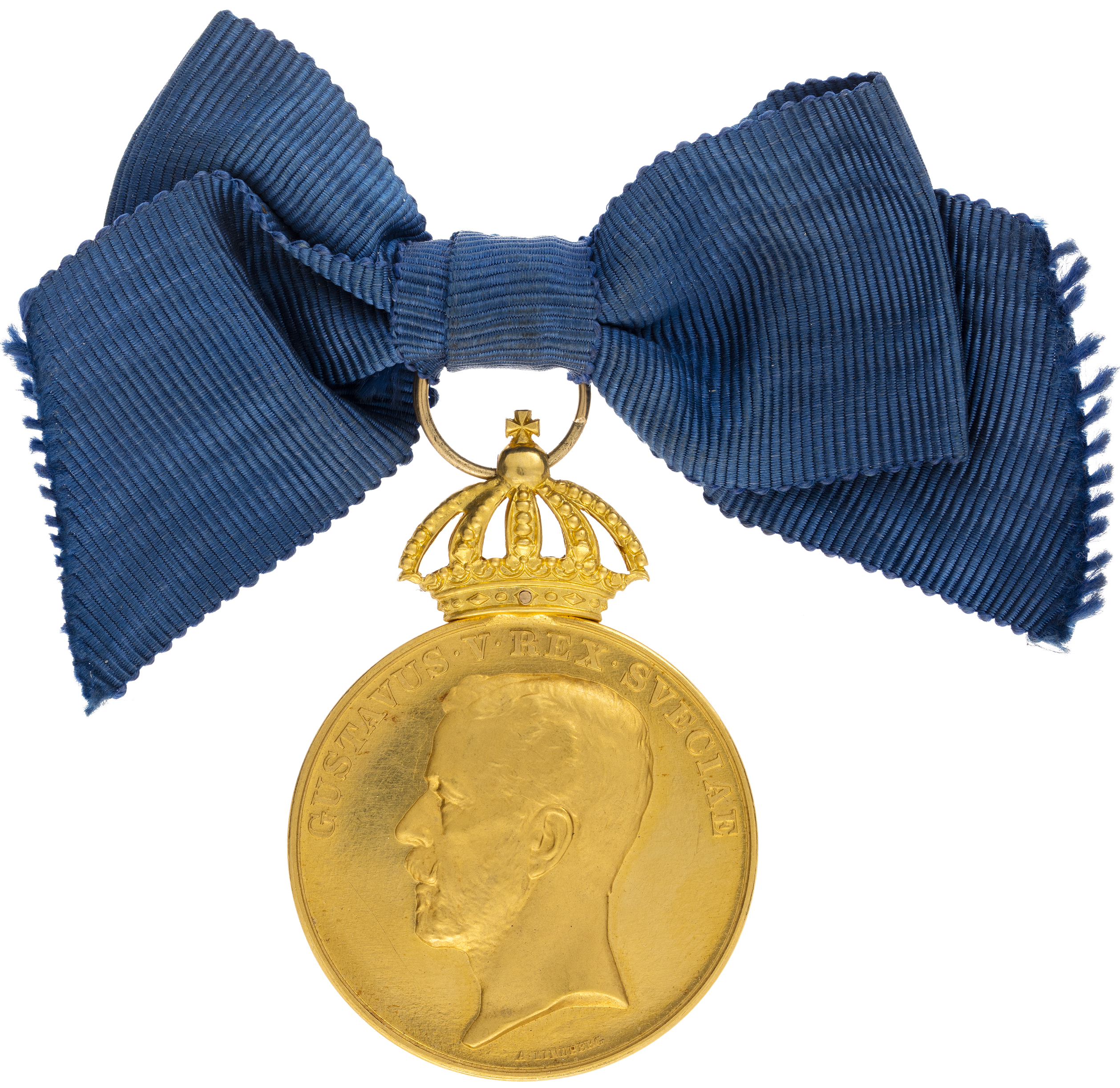
La medaglia

La medaglia Litteris et Artibus («per le lettere e le arti» in latino), conferita dal re di Svezia, fu istituita nel 1853 dall'erede al trono, futuro Carlo XV, e premia i «meriti artistici di rilievo soprattutto nella musica, nel teatro e nella letteratura». La medaglia è in argento dorato, reca sul recto il ritratto del sovrano regnante con il nome in latino, sul verso l'iscrizione Litteris et Artibus, e si appunta generalmente sul petto con un nastro blu.
Sotto Carlo XVI Gustavo viene conferita due volte all'anno, nei giorni dell'almanacco svedese dedicati a Carlo (28 gennaio) e a Gustavo (6 giugno). 

## Elenco parziale dei decorati
- 1860 – Benjamin Leja, Carl Anders Rohdin
- 1861 – Per Hanselli
- 1863 – Carl Fredrik Kiørboe
- 1864 – Oscar Arpi
- 1865 – Elise Hwasser
- 1868 – August Melcher Myrberg
- 1875 – Laura Gundersen
- 1876 – Gabriel Anrep
- 1877 – Anders Gustaf Rosenberg
- 1880 – Carl Warmuth
- 1899 – John Forsell
- 1897 – Alfred Berg, Kurt Valentin
- 1891 – Agi Lindegren
- 1886 – Ellen Hartman-Cederström
- 1885 – Bertha Tammelin
- 1883 – Erik Adolf Setterquist
- 1882 – Conrad Nordqvist
- 1900 – Otto Bergström, Adelina Patti
- 1902 – Ambrosia Tønnesen
- 1903 – Julius Wibergh
- 1904 – Cecilia Bååth-Holmberg
- 1905 – Carl Grabow
- 1907 – Armas Järnefelt, Magna Lykseth-Skogman
- 1911 – Dagmar Möller
- 1913 – Julia Håkansson
- 1914 – Alice Tegnér
- 1916 – Hugo Alfvén, Harriet Bosse, Carl Boberg
- 1919 – Wilhelmina von Hallwyl
- 1920 – Selma Colliander, Nanny Larsén-Todsen
- 1921 – Adam Lewenhaupt
- 1922 – Sigrid Leijonhufvud
- 1923 – Helena Nyblom
- 1925 – Pauline Brunius
- 1926 – Carl Malmsten, Josef Lind, David Åhlén
- 1927 – Martin Öhman, Ida Matton, Ida von Schulzenheim
- 1928 – Tora Teje
- 1929 – Ida Gawell-Blumenthal
- 1931 – Louise Haberg, Gösta Ekman
- 1932 – Oskar Lindberg
- 1933 – Johannes Rudbeck
- 1934 – Olof Winnerstrand
- 1939 – Elsa Beskow
- 1940 – Olallo Morales
- 1941 – Märta Afzelius
- 1945 – Jussi Björling
- 1950 – Joel Berglund, Tyra Lundgren
- 1960 – Birgit Nilsson
- 1968 – Nicolai Gedda
- 1969 – Eric Ericson, Elisabeth Söderström
- 1970 – Georg Rydeberg
- 1973 – Erland Josephson
- 1975 – Astrid Lindgren
- 1977 – Bengt Hallberg, Mariane Orlando
- 1978 – Povel Ramel, Gunnar de Frumerie, Dag Wirén
- 1979 – Sven Karpe
- 1981 – Tage Danielsson, Hans Alfredson
- 1983 – Edith Thallaug
- 1985 – Hans Eklund
- 1986 – Bengt Hambraeus
- 1987 – Nils Poppe, Anders Öhrwall, Lennart Ehrenlood
- 1988 – Per Myrberg
- 1989 – Bibi Andersson, Sven-Olof Eliasson
- 1990 – Lars Runsten
- 1991 – Folke Abenius
- 1992 – Tomas Tranströmer, Harriet Andersson
- 1993 – Lars Forssell
- 1994 – Elisabet Hermodsson
- 1995 – Staffan Scheja
- 1996 – Gunnar Brusewitz
- 1997 – Hans Pålsson
- 1998 – Kerstin Ekman, Gustaf Sjökvist
- 1999 – Björn Ulvaeus, Stina Ekblad, Agneta Pleijel
- 2000 – Hans Gefors, Sigrid Kahle, Krister Henriksson
- 2001 – Anita Wall, Thomas Jennefelt, Roland Pöntinen, Eva Bohlin
- 2002 – Loa Falkman, Elsie Johansson,  Staffan Göthe, Torgny Lindgren, Olle Adolphson
- 2003 – Maria Gripe, Gunilla Pontén, Karin Rehnqvist, Marie Fredriksson, Håkan Hardenberger
- 2004 – Lil Terselius, Knut Ahnlund, Lena Nyman, Birgitta Trotzig, Hillevi Martinpelto, Kjell Ingebretsen
- 2005 – Gunnel Vallquist, Cecilia Rydinger Alin, Bertil Norström, Agneta Pauli, Per Tengstrand, Bengt Bratt, Ingvar Hirdwall, Peter Jablonski, Irene Lindh, Anna Lindal, Jan  Troell, Putte Wickman, Margareta Åhsberg, Per Wästberg
- 2006 – Lars Gustafsson, Johan Rabaeus, Staffan Westerberg, Inger Sandberg, Lasse Sandberg, Henning Mankell, Monica Nielsen, Bobo Stenson, Monica Nielsen, Nils Lindberg, Yvonne Lombard, Måns Westfelt, Tomas Pontén
- 2007 – Carola Häggkvist, Reine Brynolfsson, Helena Döse, Katarina Frostenson, Margareta Garpe, Lennart Sjögren, Göran Söllscher, Thomas Schuback
- 2008 – Malin Ek, Carl-Göran Ekerwald, Alf Hambe, Anders Loguin, Lars Norén, Björn Skifs, Inga Landgré, Gunnar Harding, Anita Soldh-Forsström, Nina Stemme, Iwar Wiklander
- 2009 – Roy Andersson, Maj Bylock, Katinka Faragó, Örjan Ramberg
- 2010 – Britt Marie Aruhn, Bodil Malmsten, Helena Bergström, Gunilla Nyroos
- 2011 – Rikard Wolff, Peter Mattei, Marie Richardson, Susanne Rydén
- 2012 – Martin Fröst, Claes Eriksson, Arne Johnsson
- 2013 – Sven Wollter
- 2014 – Tomas von Brömssen
- 2015 – Thérèse Brunnander, Per Mattson
- 2016 – Anders Eljas
- 2017 – Lars Humble, Ola Larsmo, Rolf Lassgård, Lisa Nilsson, Elisabeth Eriksson, Elin Klinga, Ann Hallenberg
- 2018 – Rolf Martinsson, Dan-Olof Stenlund, Iréne Theorin, Helen Sjöholm, Per Åhlin
- 2019 – Gunilla Bergström, Lars Lind, Peter Andersson, Katarina Ewerlöf, Erland Hagegård, Bengt Krantz
- 2020 – Kicki Bramberg, Lisa Larsson, Gunilla Röör, Gregor Zubicky, Gary Graden, Per Gudmundson, Sissela Kyle, Johan Ulveson, Ingrid Tobiasson
- 2021 – Gun-Britt, Alexander Ekman, Pia Johansson, Ragnar Håkanson, Daniel Johansson, Mats Larsson Gothe, Lena Philipsson, Magnus Uggla, Mattias Andersson, Jill Johnson, Sofia Jupither Adrian, Peter Jöback, Bo W. Lindström, Susanne Resmark, Ulrika Wallenström
- 2022 – Leif Andrée, Manne af Klintberg, Ulla Skoog, Michael Weinius, Tomas Boström, Henrik Dorsin, Merit Hemmingson, Tommy Körberg, Patrik Ringborg, Cajsa Stina Åkerström
- 2023 – Ada Berger, Ludwig Göransson, Hans Josefsson, Efva Lilja, Veronica Maggio, Shanti Roney, Annsofi Östbergh Nyberg, Gunnel Fred, Thomas Hanzon, Ola Salo, Janne Schaffer